# Michael Brainin
Michael Brainin (* 24. Mai 1951 in Wien) ist ein österreichischer Neurologe und emeritierter Hochschullehrer der Donau-Universität Krems. Er leistete internationale Pionierarbeit auf dem Gebiet der Schlaganfallforschung und -prävention sowie bei der Errichtung von Stroke Units und war unter anderem Präsident der Österreichischen Schlaganfall-Gesellschaft, der European Stroke Organisation und der World Stroke Organization.

## Leben und Wirken
Brainin wurde 1976 an der Universität Wien promoviert und war Assistenzarzt für Neurologie und Psychiatrie am Landeskrankenhaus Gugging, wo er u. a. mit den Gugginger Künstlern zusammenarbeitete und sich für die Bewegung der Demokratischen Psychiatrie einsetzte. 1983 erhielt er das Facharztdekret für Neurologie und Psychiatrie. 1989/90 verbrachte Brainin am Neurological Institute am New Yorker Columbia Presbyterian Medical Center und am National Institutes of Health Intramural Stroke Program in Bethesda. 1991 war er als Gastarzt am Hôpital La Pitié-Sâlpétrière in Paris tätig.1991 folgte die Habilitation an der Medizinischen Fakultät der Universität Wien.
Von 1994 bis 2006 leitete Brainin die Neurologische Abteilung am Krankenhaus Gugging. Von 2007 bis 2016 war er Leiter der Neurologischen Abteilung des neu gegründeten Universitätsklinikums Tulln. In dieser Zeit war er Principle Co-Investigator von zahlreichen internationalen Untersuchungen über neue Behandlungen des Schlaganfalls, inklusive Thrombolyse und Neuroprotektion.
Ab 1995 lehrte und forschte Brainin an der Donau-Universität Krems an der Abteilung für Umwelt und Medizinische Wissenschaften und war von 1998 bis 2006 als Leiter des Zentrums für Postgraduale Studien der Neurowissenschaften tätig. 2005 erfolgte seine Ernennung zum ordentlichen Professor; ab 2006 bis zu seiner Emeritierung 2020 leitete er zudem das neu gegründete Department für Klinische Neurowissenschaften und Präventionsmedizin.
Brainin hielt weltweit Vorträge und veröffentlichte zahlreiche wissenschaftliche Publikationen in Journals wie u. a. Lancet, Lancet Neurology, Nature Reviews Neurology sowie drei Lehrbücher zum Thema Schlaganfall. Er war Mitherausgeber des European Handbook of Neurological Management (Blackwell 2006, 2nd edition 2012). Er war bzw. ist Senior Consulting Editor des Journals Stroke, Mitherausgeber des European Journal of Neurology und Mitglied im Editorial Board des International Journal of Stroke, des European Stroke Journal, des Journal of the Neurological Sciences sowie des Journal für Neuroepidemiology und Frontiers in Neurology.

## Wissenschaftliche Schwerpunkte
Brainin war 1998 Mitgründer und erster Präsident der Österreichischen Schlaganfall-Gesellschaft (ÖGSF) und leistete dort Pionierarbeit in der Planung und Etablierung von flächendeckenden Schlaganfalleinheiten (Stroke Units), wobei er die erste österreichische Schlaganfalleinheit 1997 in der Landesnervenklinik Gugging aufbaute. Außerdem etablierte er die erste Schlaganfalldatenbank in Österreich, aus der das Österreichische Stroke-Unit-Register hervorging.
Brainin war Chairman des Scientific Committees der European Federation of Neurological Societies 2010–2014 (Gründungsjahr der European Academy of Neurology).
Er war von 2012 bis 2014 Präsident der European Stroke Organisation (ESO) sowie von 2018 bis 2020 Präsident der World Stroke Organisation (WSO), für die er eine „Deklaration zur Prävention von Schlaganfall und Demenz“ verfasste. Von 2008 bis 2017 unterstützte Brainin als Leiter des Education Committee der WSO den Aufbau eines globalen Netzwerks von Schlaganfallforschern sowie die flächendeckende Versorgung von Schlaganfallpatienten in zahlreichen Ländern. Er war Gründer und Editor der World Stroke Academy, einer webbasierten Lernplattform. Gemeinsam mit Wolf-Dieter Heiss entwickelte er an der Donau-Universität Krems das European Stroke Master Programme, ein internationales Programm für die Ausbildung von Schlaganfallspezialisten.
Brainin ist Mitglied des Award Committee, des Stroke Guidelines & Quality Committee und der Congress Planning Committee und leitete 2012–23 gemeinsam mit Valery Feigin das Global Policy Committee der WSO. Brainin organisierte Kongresse und war 2020 Co-organisator des Schlaganfallkongresses. Brainin vertrat die Agenda Schlaganfall in Meetings mit der UN und der WHO, oft gemeinsam mit der World Federation of Neurology, World Heart Federation und World Hypertension League. Er ist Initiator von Schlaganfallprogrammen wie dem Präventionsprogramm Cut Stroke in Half.  Brainin beriet weiters Länder bei der Erstellung und Umsetzung von Strategien zur Schlaganfallbehandlung, Schlaganfallprävention und der Fachärzteausbildung (u. a. 9000 Ärzten in Vietnam und in Ländern wie Myanmar, China, Russland und den Philippinen).
Zu seinen wissenschaftlichen Errungenschaften zählt zudem die Entwicklung des Dysphagie-Screenings, dem Gugging Swallowing Screen (GUSS). Brainin war beteiligt an der Entwicklung der Post Stroke Checklist (PSC). Ein Fokus seiner späteren Forschungsjahre lag auf Post-Stroke Cognitive Decline und Brainin initiierte und führte die erste randomisierte Polyinterventionsstudie (ASPIS) zur Prävention des kognitiven Abbaus durch.

## Auszeichnungen (Auswahl)
- 2015: Marinescu Award der Rumänischen Gesellschaft für Neurologie[2]

- 2017:  Wissenschaftspreis des Landes Niederösterreich[2]
- Ehrendoktorate der Universitäten Iuliu Hațieganu (Rumänien) und Hanoi (Vietnam)[15][16]
- Ehrenprofessur der Zhengzhou University[16]
- International Fellow der American Stroke Association
- Fellow der European Academy of Neurology[6]
- Ehrenmitglied der European Stroke Organisation,[6] der Französischen Neurologischen Gesellschaft,[6] der indischen,[6]  ungarischen[6] und brasilianischen Schlaganfall-Gesellschaften[6][17] sowie der Stroke Society of Korea
- Ehrenmitglied der Österreichischen Schlaganfall-Gesellschaft
- 2021: Ehrenring[1] der Donau-Universität Krems
- 2021: Silbernes Komturkreuz des Ehrenzeichens für Verdienste um das Bundesland Niederösterreich[18]
- 2021: Presidential Award der European Stroke Organisation (ESO)
- 2022: World Stroke Organisation Leadership Award[19]
- 2022: World Hypertension League: Daniel Lackland Award in Diplomacy and Advocacy for Population Hypertension Risk Reduction[20]
- 2024: Aufnahme als Mitglied in die Europäische Akademie der Wissenschaften und Künste[21]
- 2024: Aufnahme als Mitglied in die Academia Europaea[22]